# Washingtons flag
Washingtons flag består af en grøn flagdug hvorpå delstatens segl er placeret. Flaget blev vedtaget 7. juni 1923, og har senere gennemgået flere specificeringer, sidste gang 19. april 1967. 
Delstaten Washingtons segl viser et billede af præsident George Washington, USAs første præsident, og den, der har givet delstaten sit navn, inden i en gul cirkel. På cirkelen står skriften "the seal of the state of Washington" sammen med årstallet "1889". Årstallet henviser til, at Washington blev USA's 42. delstat 11. november 1889. 
Delstaten Washingtons flag er det eneste delstatsflag i USA med grøn farve i dugen. Farven er en reference til delstatens kælenavn "den eviggrønne stat". Flaget er også det eneste amerikanske delstatsflag, der viser et billede af en af landets præsidenter. 
Tanken om et eget flag kom op i 1914 gennem den patriotiske organisation Daughters of the American Revolution. Grønne flag med billeder af præsident Washington var derefter i uofficiel brug frem til 7. juni 1923, da flaget blev officielt vedtaget. Senere ændringer har bestået i nærmere beskrivelser af flagets detaljer.